# Ø
Cette page contient des caractères spéciaux ou non latins. S’ils s’affichent mal (▯, ?, etc.), consultez la page d’aide Unicode.
Pour les articles homonymes, voir O barré.
Ne doit pas être confondu avec Diamètre ou Ensemble vide.

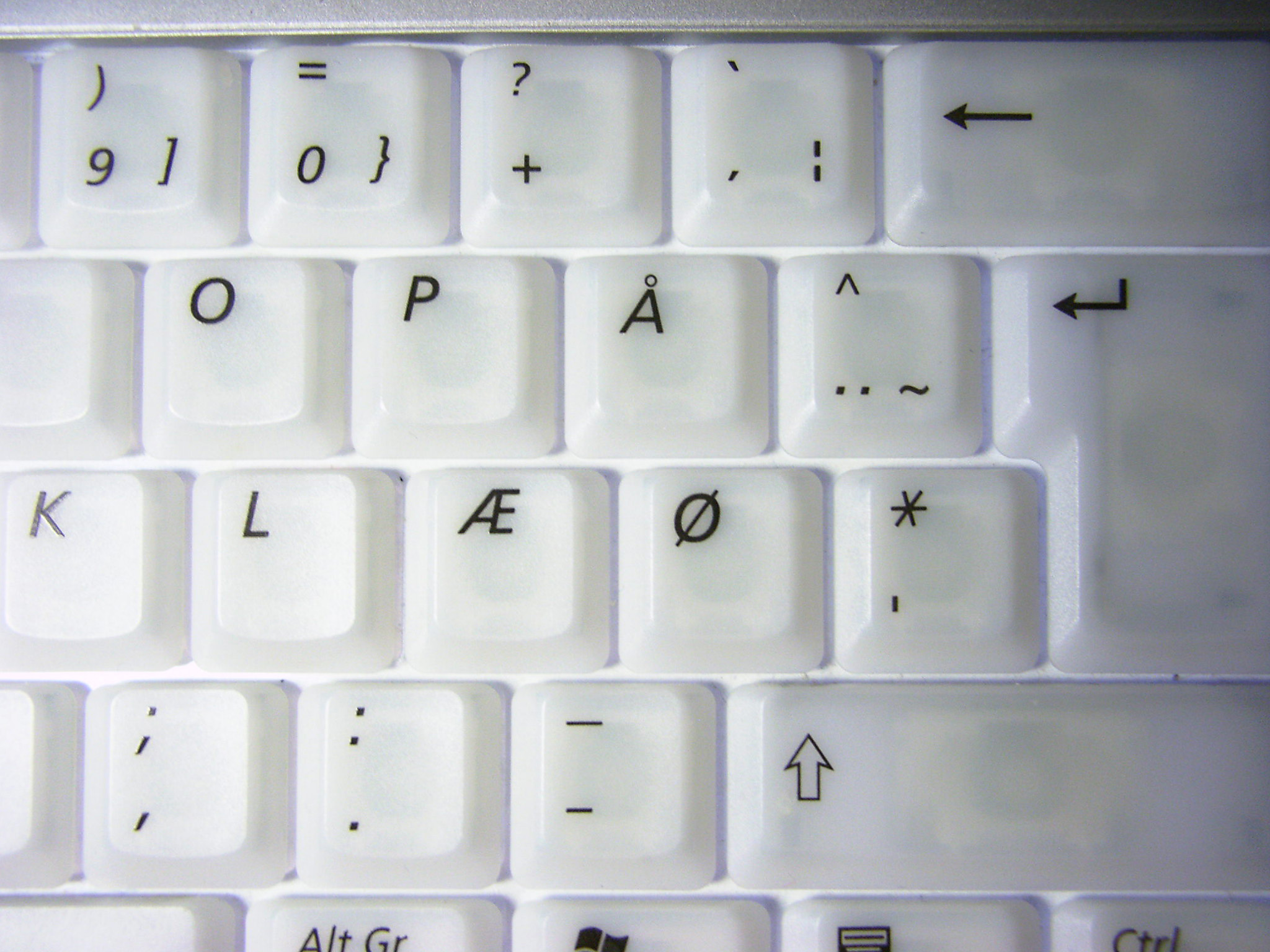
Clavier danois comportant les touches Æ, Ø et Å.

Ø (minuscule ø), appelé o barré ou o barré obliquement, est une lettre utilisée dans les alphabets danois, féroïen et norvégien ; dans les alphabets du chinantèque d’Ozumacín, du chinantèque de Tlacoatzintepec et du tlahuica au Mexique ; dans certains alphabets de langues camerounaises utilisant l’Alphabet général des langues camerounaises dont l’ejagham, le koonzime et le mfumte ; en anuak en Éthiopie ; en lendu en République démocratique du Congo et en Ouganda ; ou encore en shilluk au Soudan du Sud. En français, on la nomme « o barré » et parfois, plus précisément, « o barré obliquement » pour le différencier du o barré horizontalement ‹ ɵ ›. Il est composé d’un O et d’une barre inscrite oblique.

## Utilisation
L'origine de la lettre est une ligature pour la diphtongue écrite oe, la barre horizontale du e étant écrite au travers du o.
Dans le Premier traité grammatical du Codex Wormianus, la lettre est déjà décrite comme étant composée de o et de la barre du e. Dans les manuscrits anglais elle est plutôt écrite avec le digramme eo. Une variante ꝍ est aussi composée de o avec la boucle du e.
En danois, féroïen et norvégien, la lettre ø indique une voyelle mi-fermée antérieure arrondie [ø] ou une voyelle mi-ouverte antérieure arrondie [œ].
Par exemple, købe [køːbə] « achat » et høne [hœːnə] « poule » en danois.
Le symbole de l'alphabet phonétique international est emprunté à l’écriture de ces langues et note la voyelle mi-fermée antérieure arrondie [ø].
La lettre est considérée dans ces langues comme une voyelle à part entière, et non pas juste un O diacrité.
En danois, ø est également un mot complet et signifie « île ». Le mot devient øy en norvégien, et ö en suédois.

## Alphabet phonétique international (API)
Ø représente, dans l'alphabet phonétique international, un « eu » très fermé. Comme dans jeu, on prononce /ʒø/. Ne pas confondre avec /ə/ comme dans cheval (phonologiquement : /ʃə.val/, mais pouvant être réalisé phonétiquement comme ø, ə ou œ), ni avec /œ/ comme dans œuf (on prononce /œf/).

## Symbole
La lettre Ø est parfois confondue avec – ou remplace – U+2300 ⌀ symbole diamètre  en dessin technique, aussi tolérance cylindrique, et U+2205 ∅ symbole ensemble vide , utilisé en mathématiques ; voir ∅.
En argot de corniche, la lettre ø est le symbole des « TRMBs », c'est-à-dire des élèves non admis à rester au sein du même établissement pour leur deuxième année de CPGE.

## Représentations informatiques
Le O barré obliquement peut être représenté avec les caractères Unicode suivants :
- précomposé (supplément Latin-1)

| formes    | représentations | chaînes de caractères | points de code | descriptions                                |
| --------- | --------------- | --------------------- | -------------- | ------------------------------------------- |
| majuscule | Ø               | Ø                     | U+00D8         | lettre majuscule latine o barré obliquement |
| minuscule | ø               | ø                     | U+00F8         | lettre minuscule latine o barré obliquement |

La lettre Ø possède aussi les représentations suivantes :
- ISO-8859-1 et Unicode :
  - Capitale : 0216 = U+00D8
  - Minuscule : 0248 = U+00F8
- Entité HTML :
  - Capitale : &Oslash;
  - Minuscule : &oslash;
- LaTeX :
  - Capitale : \O
  - Minuscule : \o

Sous Windows, selon la page de code utilisée, on peut taper Alt + 0248 pour ø et Alt + 0216 pour le Ø majuscule pour la page de code 1252, ou Alt + 155 pour ø et Alt + 157 pour le Ø majuscule pour la page de code 850.
Sous Linux, on peut taper  Ctl + Shift + u puis 00D8Entrée pour le Ø majuscule (fonctionne avec tout caractère Unicode).
Sous Mac OS, on peut taper Alt + à pour ø, Maj + Alt + à pour le Ø majuscule sur le clavier français ou le clavier belge, et Alt + o et Maj + Alt + o  sur le clavier suisse.

## Ne pas confondre avec
- ⌀, le symbole technique signifiant diamètre ;
- ∅ ou rond barré, le symbole mathématique de l'ensemble vide.